# Franz Jägerstätter
Franz Jägerstätter (prima dell'adozione: Franz Huber; Sankt Radegund, 20 maggio 1907 – Brandeburgo sulla Havel, 9 agosto 1943) è stato un contadino cattolico austriaco. Obiettore di coscienza, venne messo a morte per essersi rifiutato di arruolarsi nell'esercito nazista. È stato beatificato nel 2007 da papa Benedetto XVI.

## Biografia
Nato da Rosalia Huber e Franz Bachmeier in un paese dell'Alta Austria, crebbe presso la nonna Elisabeth Huber, perché i genitori erano troppo poveri per sposarsi. Dopo che il padre perse la vita nel primo conflitto mondiale, Rosalia sposò, nel 1917, un altro contadino benestante di nome Heinrich Jägerstätter, che adottò Franz. Quando il padre adottivo morì senza figli nel 1933, Franz ne ereditò la proprietà. Nello stesso anno Franz riconobbe la paternità di una figlia nata da Theresia Auer.
La mattina del 9 aprile 1936, giovedì santo, sposò Franziska Schwaninger (1913-2013), una ragazza profondamente religiosa conosciuta l'anno precedente ad un ballo nella vicina Hochburg-Ach, e andò in viaggio di nozze a Roma, dove la coppia ricevette, in udienza plenaria, la benedizione di papa Pio XI. I due sposi si promisero di recarsi nella capitale italiana in pellegrinaggio ogni dieci anni nel giorno del loro anniversario. Il matrimonio segnò una svolta nella sua vita, fino ad allora disordinata. La preghiera e la lettura della Bibbia divennero consuetudine quotidiana per Franz e Franziska. Dal matrimonio nacquero tre figlie, Rosalia (1937), Maria (1938) e Aloisia (1940).
Lo studio della letteratura sacra e la frequentazione della chiesa cattolica lo portarono alla convinzione che la sua fede fosse incompatibile con il nazionalsocialismo. Dopo l'Anschluss dell'Austria alla Germania nazista, il 12 marzo 1938, Jägerstätter rifiutò l'incarico di sindaco che gli era stato offerto. In occasione del plebiscito sull'annessione, il 10 aprile, fu l'unico a votare "no" nel suo paese. Jägerstätter espresse la sua resistenza al nazionalsocialismo anche non partecipando più alla vita pubblica del paese e rifiutando facilitazioni offerte dal partito nazista.
Nell'estate del 1940 Jägerstätter venne arruolato dalla Wehrmacht ma il sindaco di Sankt Radegund, a causa della situazione familiare di Franz (la moglie, dopo la nascita della terza figlia, si era ammalata), ottenne il suo rientro dalla caserma di Braunau am Inn. Nell'ottobre del 1940 egli venne richiamato alle armi per la formazione come recluta presso Enns. Su richiesta del suo Comune, venne però dichiarato "insostituibile" e poté tornare alla famiglia e al lavoro agricolo. Nell'estate del 1941, alla morte del sacrestano della sua parrocchia, lo sostituì su richiesta del parroco.
L'esperienza negativa nell'esercito e il programma nazionalsocialista sull'eutanasia, che conobbe in quel periodo, rafforzarono la sua decisione di non tornare alla vita militare. Dichiarò anche apertamente che, come cattolico credente (nel frattempo era diventato terziario francescano), non poteva prestare servizio militare, poiché lottare per lo Stato nazionalsocialista sarebbe stato contrario alla sua coscienza. Il suo ambiente cercò di dissuaderlo, ricordandogli le responsabilità verso la propria famiglia ma i suoi princìpi non vennero indeboliti. Perfino il vescovo di Linz, Josephus Calasanz Fließer, gli consigliò di desistere dall'obiezione di coscienza.
La moglie Franziska lo sostenne in questa decisione, benché conscia delle conseguenze.
Il 23 febbraio 1943 ricevette la terza chiamata alle armi presso la città di Enns, dove si presentò il 1º marzo. Dopo aver manifestato l'intenzione di obiettare venne trasferito nella prigione militare per gli indagati di Linz. Solo lì seppe che anche altre persone rifiutavano il servizio militare e che opponevano resistenza al nazionalsocialismo. Il 4 maggio venne trasferito a Berlino-Tegel. Lì si rifiutò ancora di ritirare la sua obiezione di coscienza. Il 6 luglio il Tribunale di Guerra del Reich di Berlino-Charlottenburg lo condannò a morte per sovversione dell'esercito. Il tribunale non prese in considerazione la sua disponibilità ai servizi di sanità. Venne ghigliottinato il 9 agosto 1943 a Brandeburgo sulla Havel. Dopo la fine della guerra, l'urna con le sue ceneri fu portata a Sankt Radegund per essere tumulata il 9 agosto 1946 nel piccolo cimitero accanto alla chiesa parrocchiale. Una lettera autografa del beato, scritta pochi giorni prima dell'esecuzione, è custodita e visibile a Roma.

## Riconoscimenti
La vita di Jägerstätter non trascorse senza contraddizioni e soluzioni di continuità. Da un lato fu gaudente in gioventù, un trascinatore nelle risse fra ragazzi dei paesi vicini, possedette per primo una moto nel suo paesino, ebbe una figlia illegittima, da lavoratore in Donawitz perse quasi la fede, poi però espresse l'intenzione di entrare in convento. Su consiglio del suo parroco rimase un contadino, scrisse poesie, forse testimoniò per un bambino sventurato e fu in seguito un padre di famiglia amorevole.
La sua morte rimase a lungo controversa. A sua moglie Franziska fu più volte rimproverata parte della responsabilità nella morte del marito, non avendolo dissuaso dall'obiezione di coscienza. Dato che Jägerstätter non fu un membro della resistenza, a sua moglie venne riconosciuta una pensione da vedova secondo la legge austriaca sulle vittime di guerra solo nel 1950, dopo aver ricevuto molti rifiuti, e solo dopo molte resistenze il suo nome venne accettato fra le vittime della guerra nel mausoleo di Sankt Radegund.
Benché avesse tentato di vivere la sua vita coerentemente alla sua fede, anche nella Chiesa cattolica Jägerstätter venne rifiutato da molti, poiché perseguiva un'idea diversa da praticamente tutti gli altri fedeli e religiosi. Un articolo su di lui che doveva apparire sul Giornale della Chiesa di Linz nel 1946 venne bloccato prima della pubblicazione su indicazione del vescovo Fließer.
Solo dopo alcuni decenni iniziò una lenta opera di rielaborazione e di valorizzazione della vita di Jägerstätter. Il libro di Gordon Charles Zahn In Solitary Witness. The life and death of Franz Jägerstätter ispirò il movimento pacifista cristiano Pax Christi negli USA, e rafforzò Daniel Ellsberg nel suo impegno contro la guerra del Vietnam. Axel Corti girò nel 1971 un film dal titolo Der Fall Jägerstätter (Il caso Jägerstätter), che originò alcune discussioni. Il ruolo principale venne interpretato dal noto attore austriaco Kurt Weinzierl.
Nel 1993 la Posta austriaca lo onorò con l'uscita di un francobollo commemorativo, e la sua fattoria venne dichiarata monumento nazionale. Nel 1997 il Tribunale di Berlino annullò la sentenza di morte pronunciata contro di lui. Il compositore ceco Pavel Smutný (* 1975) scrisse nel 1998/1999 una Missa Heroica per contribuire alla causa di beatificazione.
Per spiegare la condotta di Jägerstätter molti fecero riferimento "alle sue relazioni con il cugino testimone di Geova. Essi rifiutano di prendere parte a qualsiasi conflitto di origine umana, in attesa del giudizio di Dio che culminerà con la guerra di Dio chiamata nell'Apocalisse "Armaghedon", che non sarà combattuta da nessun servitore del Creatore in vita sulla terra in quel momento, bensì sarà combattuta da Gesù con il Suo esercito di angeli e con 144.000 persone sante risuscitate alla vita celeste come indicato sempre nell'Apocalisse. Ecco perché un gran numero di Testimoni di Geova vennero condannati a morte:per aver rifiutato di prendere parte alle guerre hitleriane. Non c'è da meravigliarsi che quella gente di campagna, guidata dal buon senso, abbia potuto attribuire l'obiezione di coscienza di Jägerstätter all'influenza del cugino."

## Beatificazione
Nel 1997 venne iniziata la causa di beatificazione su base diocesana. Come postulatore venne nominato Manfred Scheuer, allora vescovo di Innsbruck. Il 1º giugno 2007 papa Benedetto XVI ha autorizzato la pubblicazione del decreto che riconosce il suo martirio, aprendo così le porte alla sua beatificazione.
Il 26 ottobre 2007 presso il duomo di Linz venne proclamato beato.

## Film biografico
La vita nascosta - Hidden Life (A Hidden Life) è un film del 2019, scritto e diretto da Terrence Malick, che narra la vita dell'obiettore di coscienza austriaco, martirizzato dai nazisti nel 1943 e poi beatificato nel 2007.

## Opere
- Franz Jägerstätter, Scrivo con le mani legate : lettere dal carcere e altri scritti dell'obiettore-contadino che si oppose ad Adolf Hitler, a cura di Giampiero Girardi, traduzione di Lucia Togni, Piacenza, Berti, 2005  [1987], ISBN 978-88-7364-083-7.